# 溫菲爾德宮
溫菲爾德宮（英語：Winfield House）是一座位於中倫敦攝政公園的建築，也是美國駐英國大使的官邸。這一建築的佔地面積達12英畝（4.9公頃），是倫敦第二大私有花園（僅次於白金漢宮花園）。
這一建築修建於1936年，當時的所有者是美國女繼承人芭芭拉·赫頓。建築所在地曾是赫特福德-聖鄧斯坦莊園。在第二次世界大戰期間，莊園被英國皇家空軍使用。戰後赫頓將這座建築捐贈給美國。1955年開始，這座建築是美國駐英大使官邸。該建築被英格蘭歷史遺產列為II級登錄建築，理由是「一個特別的大使官邸，具有眾多特徵的典型新喬治風格莊園」。

## 赫特福德別墅
該地的第一座建築是赫特福德別墅，這也是約翰·納什規劃的攝政公園內八座別墅中最大的一座。這座別墅由德西默斯·伯頓設計，為弗朗西斯·西摩-康威, 第三代赫特福德侯爵修建，作為宴會場使用。伯頓的建築被形容為「裝飾簡單」。他的設計在之後進行翻新，外觀因此全新。此後這座喬治風格別墅因其正面的時鐘而被稱為「聖鄧斯坦」（St Dunstan's）。
赫特福德別墅之後曾由美國金融家奧托·赫曼·卡恩和英國報業人物哈羅德·哈姆斯沃思居住。第一次世界大戰期間，卡恩將別墅借給慈善機構。在1936年的一場大火後，這座建築被芭芭拉·赫頓收購，並被拆除。

## 溫菲爾德宮

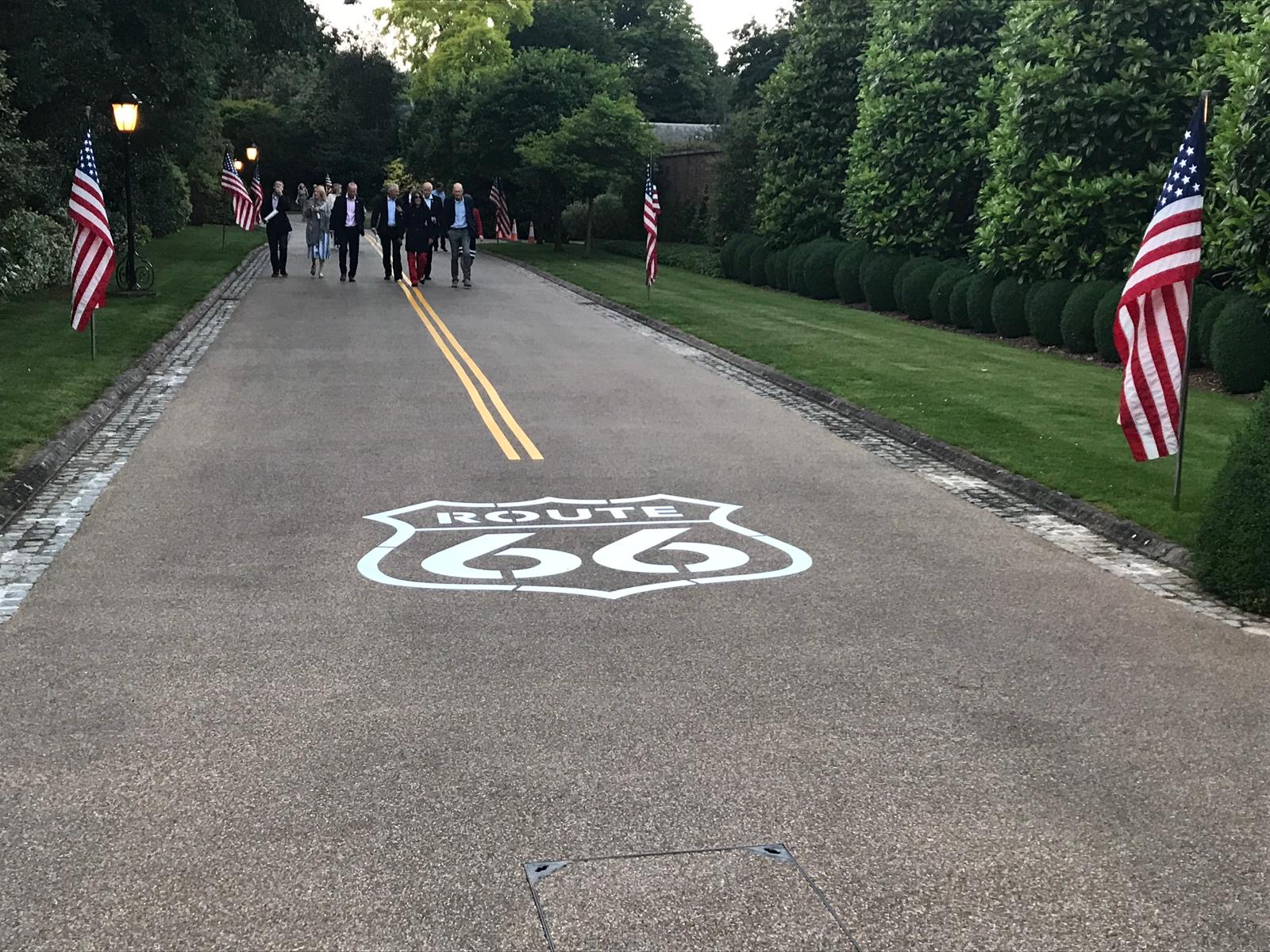
66號美國國道主題道路連接了後方花園和正門

赫頓委託修建了一座新喬治風格的新豪宅，由英國建築事務所溫普瑞斯，辛普森和古斯里的萊昂納德·羅姆·古斯里設計。這座建築最初沿用舊名。但軍隊慈善機構領導人伊恩·弗拉澤表示該組織的辦公室無論地點還是名字都和聖鄧斯坦相近，因此要求赫頓更改建築的名稱。赫頓同意這一請求，並改用她祖父弗蘭克·溫菲爾德·伍爾沃斯為名。
在第二次世界大戰期間，這座建築被英國皇家空軍的防空氣球部隊作為紳士俱樂部使用。演員加里·格兰特亦曾在二戰時到訪這裡，他在當時和赫頓結婚。戰後赫頓以一美元價格將這座建築出售給美國政府。
在經過大規模翻新之後，溫菲爾德宮在1955年成為大使官邸。之前位於王子門14號的官邸則被認為不夠安全。此後建築的室內設計亦經過多次改動，包括1969年由演員威廉·海恩斯進行的改動。現在的溫菲爾德宮面積達12英畝，包括雕塑花園、正式花園、果菜園和網球場。出於安全和隱私目的，溫菲爾德宮被樹木環繞。

## 外部連結
- Official website （页面存档备份，存于）
- Winfield House (Hertford Villa, St Dunstan's) （页面存档备份，存于） in the DiCamillo Companion